# Pycnopanelus rotundus
Pycnopanelus rotundus is een keversoort uit de familie bladsprietkevers (Scarabaeidae). De wetenschappelijke naam van de soort is voor het eerst geldig gepubliceerd in 1931 door Arrow.